# Rumex induratus
Rumex induratus är en slideväxtart som beskrevs av Boiss. & Reuter. Rumex induratus ingår i släktet skräppor, och familjen slideväxter. Inga underarter finns listade i Catalogue of Life.